# 黄石乡
黄石乡，是中华人民共和国四川省达州市宣汉县下辖的一个乡镇级行政单位。

## 行政区划
黄石乡下辖以下地区：
鼓石社区、金竹寨村、铜鼓村、太平村、五梁村、铜岗村、九龙村、白花村和阳雀村。